# Vale (Oregon)
Vale é uma cidade localizada no estado norte-americano de Oregon, no Condado de Malheur.

## Demografia
Segundo o censo norte-americano de 2020, a sua população era de 1.894 habitantes.

## Geografia
De acordo com o United States Census Bureau tem uma área de
2,8 km², dos quais 2,8 km² cobertos por terra e 0,0 km² cobertos por água.

## Localidades na vizinhança
O diagrama seguinte representa as localidades num raio de 32 km ao redor de Vale.